# Flavio Briatore
Flavio Briatore (* 12. dubna 1950 Verzuolo, Piemont) je italský multimilionář, známý svým působením v šampionátu Formule 1.
Vystudoval zeměměřičství, živil se zpočátku jako lyžařský instruktor, později byl majitelem restaurací a pojišťovacím agentem, v 80. letech působil na italské burze. V letech 1984 a 1986 byl souzen za finanční machinace a účast na nelegálních hazardních hrách, avšak před nástupem trestu uprchl na Americké Panenské ostrovy.
V roce 1988 se stal manažerem týmu Benetton F1. V roce 1991 do něj angažoval pozdějšího sedminásobného mistra světa Michaela Schumachera. V roce 2002 objevil pro tým Renault F1 Fernanda Alonsa. Mezinárodní automobilová federace mu v roce 2009 za zinscenování taktické havárie Nelsona Piqueta Jr. udělila doživotní zákaz činnosti, který byl později zmírněn na tři roky. V roce 2018 byl v Itálii odsouzen k 18 měsícům vězení za daňové úniky.
Byl také spolumajitelem anglického fotbalového klubu Queens Park Rangers FC. Je vlastníkem luxusního resortu Lion in The Sun v Keni a řetězce nočních klubů Billionaire.
S modelkou Heidi Klumovou má dceru. S manželkou Elisabettou Gregoraci mají syna.